# Собіщиці
Собі́щиці — село в Україні, у Вараській громаді Вараського району Рівненської області. Населення становить 835 осіб.

## Географія
Село розташоване на лівому березі річки Стир.

## Історія
У 1906 році село Більськовільської волості Луцького повіту Волинської губернії. Відстань від повітового міста 97 верст, від волості 7. Дворів 105, мешканців 663.

## Населення
За переписом населення 2001 року в селі мешкало 835 осіб.

### Мова
Розподіл населення за рідною мовою за даними перепису 2001 року:
| Мова       | Кількість | Відсоток |
| ---------- | --------- | -------- |
| українська | 834       | 99.88%   |
| російська  | 1         | 0.12%    |
| Усього     | 835       | 100%     |

## Відомі люди

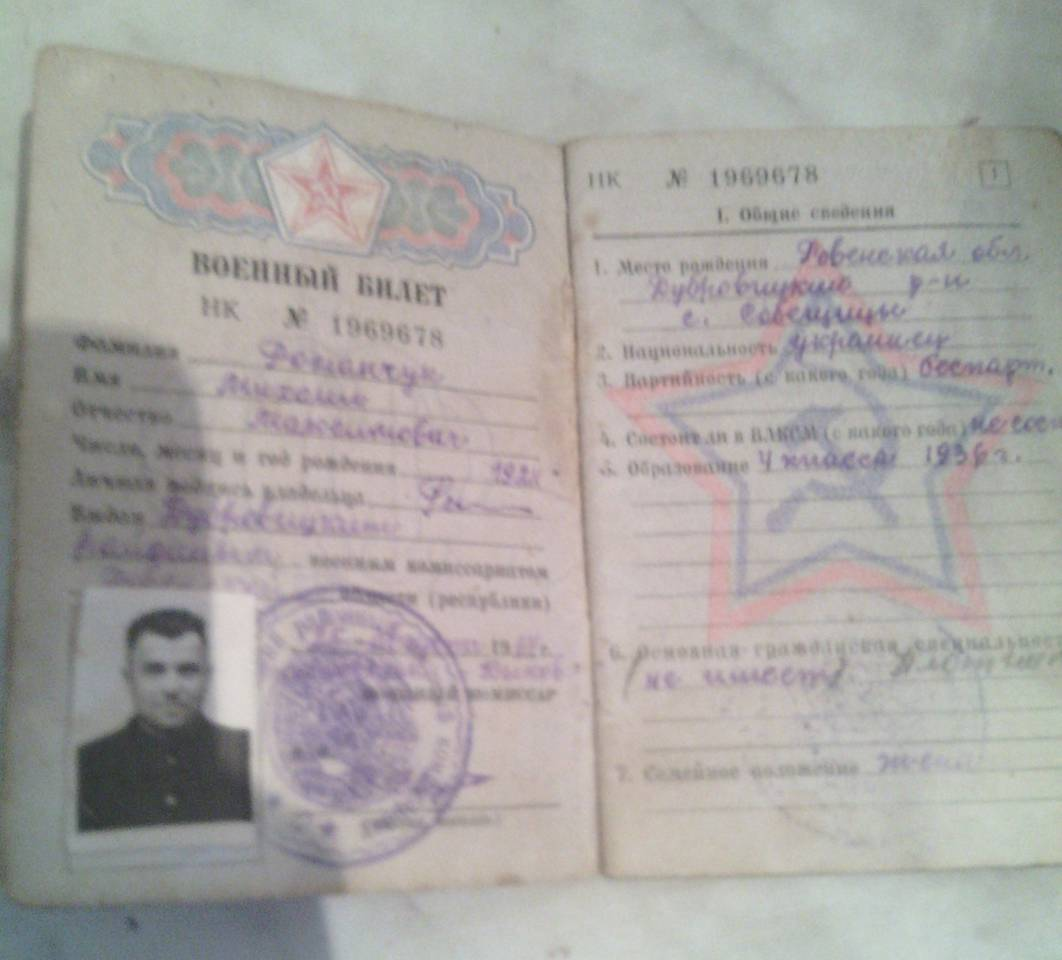
Військовий квиток Романчука Михайла Максимовича

В поселенні народились:
- Голодюк Олег Юрійович — український футболіст.
- Коляда Леонід Васильович (1964—1982) — радянський військовик.
- Романчук Михайло Максимович(* 1924).

Призваний до війська 10 березня 1944 році. Потрапив у Київ, тут же три тижні лікувався у госпіталі, захворів на тиф. Після лікування був відпущений додому на поправку. Вдруге був призваний 3 травня 1944 року. Потрапив в Башкирію містечко Кульбашів. Служив у 364 стрілецькій дивізії. Через два місяці потрапив на фронт. 25 грудня 1944 року приїхали в Польщу, перебували там з військом до січня 1945 року. Переходив Віслу. В кінці березня з боями прийшли до Німеччини. Під час бою був легко контужений, лікувався в госпіталі. Дійшов до Берліна в травні 1945 року. Після закінчення війни ще два роки служив, додому повернувся у квітні 1947 року.
Нагороджений медалями: «За мужність», «За взяття Берліна», подякою від німецького народу.

## Цікаві факти
- Назва села має іраномовне походження. В кількох кілометрах від села спостерігаються іраномовні топоніми: місто Вараш, річка Стир та село Сопачів.